# Prise de l'aéroport de Pristina du 12 juin 1999

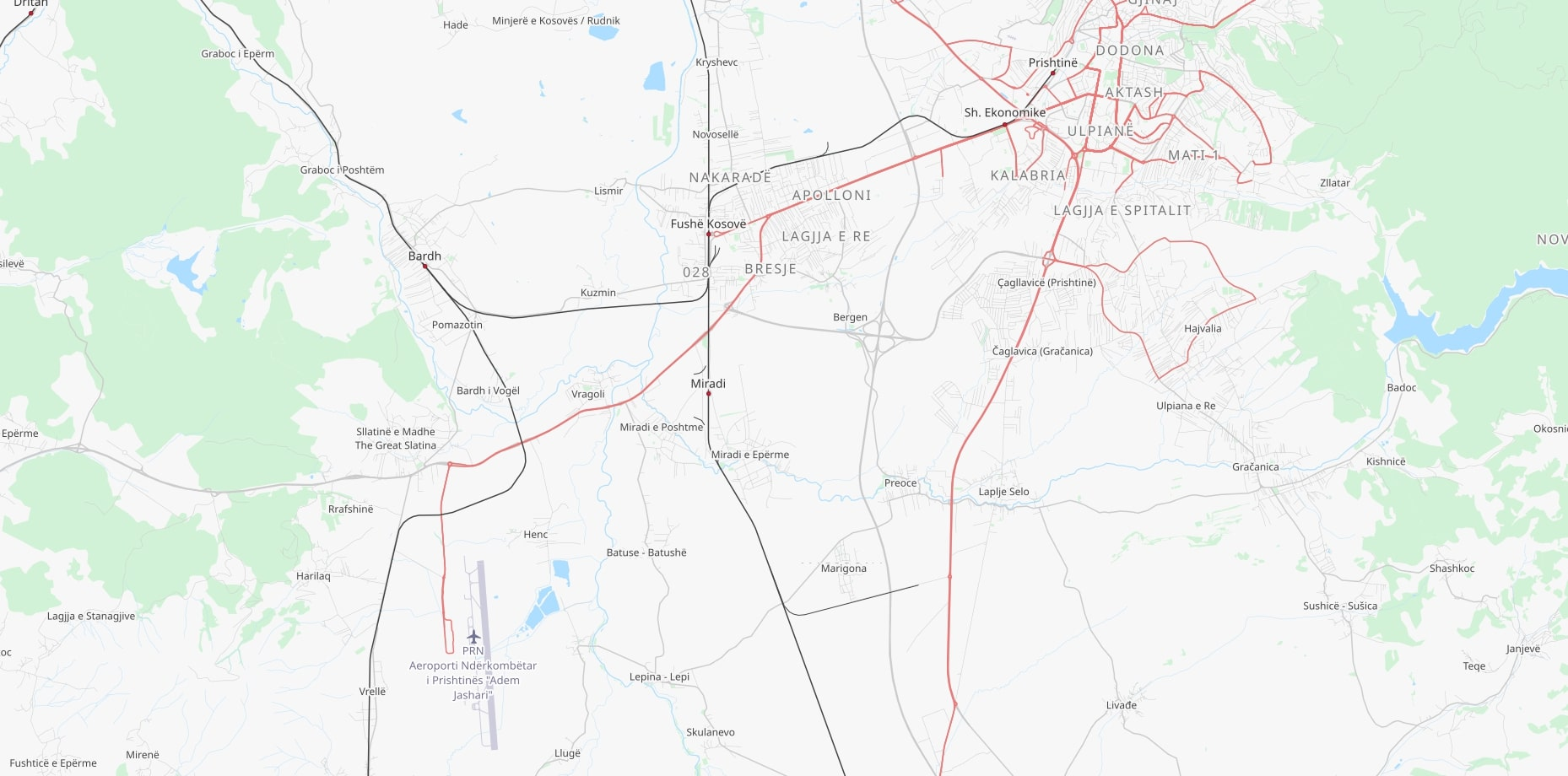
Carte de Pristina montrant les routes menant à l'aéroport.

La prise de l'aéroport de Pristina est une opération militaire qui s'est déroulée le 12 juin 1999 (juste au lendemain de la guerre du Kosovo) à l'aéroport militaire de Slatina (aujourd'hui aéroport international de Pristina) à 15 kilomètres au sud-ouest de Pristina. Elle a été menée par un bataillon des troupes aéroportées des forces armées de la fédération de Russie qui faisait partie du contingent de la Force de stabilisation de l'OTAN en Bosnie-Herzégovine et qui était basé à Uglebic. Ce bataillon a reçu l'ordre de se rendre dans la nuit du 11 au 12 juin 1999 à Pristina, afin de s'emparer de l'aéroport de Slatina avant la division britannique de la KFOR.

## Contexte
Après le début de l'affrontement militaire entre l'armée yougoslave et l'armée de libération du Kosovo (UÇK), le pouvoir serbe est tout de suite discrédité par les Occidentaux sous l'accusation d'épuration ethnique. Après le meurtre de 45 Albanais membre de l'UÇK à Račak, le bloc de l'OTAN fait pression pour que les forces serbes quittent définitivement la région autonome du Kosovo-et-Métochie en se servant des milices armées albanaises; il est prévu que les troupes de l'OTAN doivent se mettre en place dans cette région autonome qui faisait alors partie de la Yougoslavie. La Yougoslavie refuse de respecter l'ultimatum de l'OTAN, ce qui a pour résultat, le 24 mars 1999, du début de l'intervention militaire de l'OTAN en Yougoslavie. Celle-ci se déroule jusqu'en juin 1999 ; elle est caractérisée principalement par des bombardements aériens sur des objectifs stratégiques militaires, mais aussi civils, se trouvant en Serbie et au Monténégro.
L'invasion des forces terrestres de l'OTAN est prévue le 12 juin 1999 à partir du territoire de la république de Macédoine. L'OTAN doit donc s'emparer de l'aéroport de Slatina, en tant que qu'objectif opératif prioritaire. Situé à 15 kilomètres de Pristina, c'est le seul aéroport de la région possédant des pistes d'atterrissage capables de prendre des avions de tout type, et en particulier des avions lourds transporteurs de troupes. La fédération de Russie quant à elle est engluée dans la crise de transition économique des années 1990 et de la fin de la guerre de Tchétchénie ; elle n'est pas capable de peser sur les décisions prises par l'OTAN en Yougoslavie, même d'un point de vue politique, et n'est pas entendue. Boris Eltsine prend donc la décision en accord avec le ministère de la Défense et le ministère des Affaires étrangères d'engager une opération secrète, afin de défendre les intérêts géopolitiques de la Russie dans la région des Balkans, alors qu'elle est délibérément écartée des discussions de réorganisation de la région. Cette opération s'appuie sur un des contingents russes de la force de maintien de la paix ayant reçu son mandat de l'ONU. Elle doit se faire d'une manière inattendue et très rapide et être menée en secret, afin de ne pas laisser à l'OTAN la riposte d'une escalade militaire de grande envergure.

## Préparation de l'opération
En mai 1999, le major Evkourov, qui se trouve en Bosnie-Herzégovine dans la force internationale de maintien de la paix, reçoit l'ordre ultra-confidentiel de l'état-major de la fédération de Russie « dans le cadre d'un groupe de 18 membres des forces spéciales du GRU de partir secrètement pour le Kosovo-et-Métochie, afin de s'emparer d'un objectif stratégique - l'aéroport de Slatina - et de préparer les forces armées du contingent russe à cet effet. »
Le 10 juin 1999, l'opération militaire de l'OTAN en ex-Yougoslavie est terminée. La résolution 1244 de l'ONU permet au contingent international de l'OTAN de stationner au Kosovo. La prise de l'aéroport de Pristina par les forces de l'OTAN est prévue le matin du 12 juin pour permettre le transport des troupes. Le 10 juin 1999 le contingent russe de la SFOR stationné en Bosnie-Herzégovine reçoit l'ordre de former une colonne mécanisée et de transférer une escouade de 200 hommes. L'escouade avancée et la colonne, comprenant des véhicules de transport de troupes, des véhicules de type Oural et OuAZ, sont prêtes dans un minimum de temps. Les hommes (sauf le commandement) devant prendre part à cette opération ne sont mis au courant de la destination et du but de l'opération qu'au tout dernier moment.

## Début de l'opération

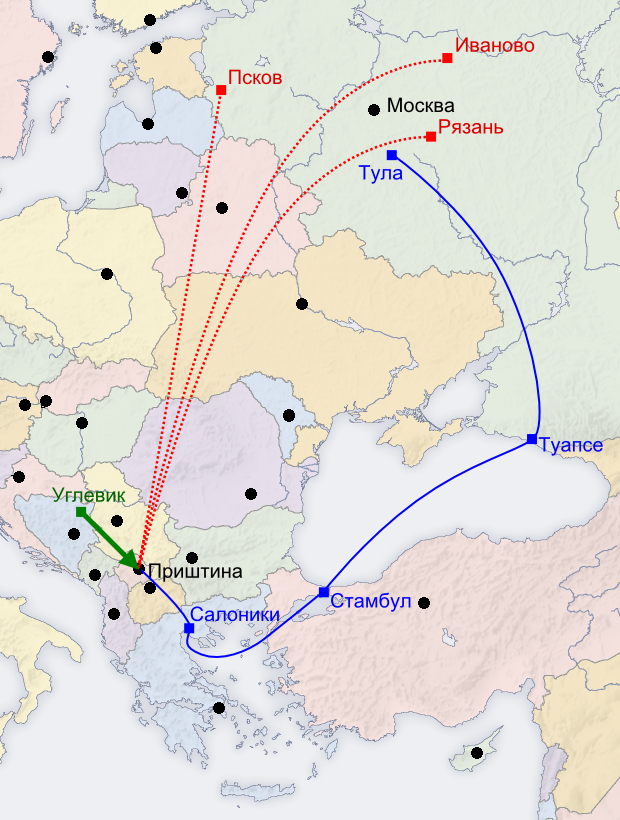
Mouvements du contingent russe de la KFOR:
Descente terrestre sur Pristina, le 12 juin 1999
Trajet des parachutistes en provenance de Pskov, Riazan et Ivanovo
Trajet des troupes de marines. Descente des parachutistes et techniciens du génie de Toula

Dans la nuit du 11 au 12 juin 1999, la colonne de parachutistes s'ébranle et franchit sans difficulté la frontière de la Bosnie sans que le commandement de l'OTAN ne soit informé. Avant le franchissement de la frontière, les véhicules changent leur signalisation de SFOR en KFOR. Il s'agit pour les Russes de devancer les forces britanniques et d'effectuer le plus rapidement possible les 600 kilomètres de trajet. Lorsque la colonne traverse le territoire de la Serbie - et même celui du Kosovo - elle est bien accueillie par la population locale qui lui transmet du ravitaillement et lui jette des fleurs. Cela oblige la colonne à ralentir son allure et elle arrive à Pristina à deux heures du matin. Elle met une heure et demie à traverser la ville, car la population locale vient à sa rencontre, puis elle se dirige vers Kosovo Polje, où elle s'arrête afin de recevoir les instructions des services spéciaux. En route, elle croise de nombreuses unités de l'armée serbe en retraite. L'aéroport de Slatina est sous contrôle en peu de temps et des points de vérification d'accès sont organisés rapidement en attendant l'arrivée des premières troupes de l'OTAN. La première chaîne de télévision à diffuser la nouvelle de cette prise est la chaîne CNN.

## Arrivée d'une colonne blindée britannique
Vers 11 heures du matin, un drone survole l'aéroport et peu de temps après une colonne de jeeps britannique se présente à l'arrivée du premier point de contrôle aux abords de l'aéroport. De l'autre côté de l'aéroport, ce sont des chars d'assaut de la 4e brigade mécanisée britannique qui arrivent. Les deux colonnes, représentant environ 500 hommes, s'arrêtent aux deux points de contrôles, puis des hélicoptères britanniques transportant des unités parachutistes du 5e brigade d'infanterie britannique tentent d'atterrir sur les pistes, mais celles-ci sont obstruées par les véhicules russes et ils doivent donc rebrousser chemin. Dès qu'un hélicoptère arrive, il est aussitôt bloqué par la présence de véhicules russes et la manœuvre se prolonge une partie de la matinée, ce qui oblige les Britanniques à abandonner.
Le général Jackson, commandant des forces de l'OTAN dans les Balkans, s'avance en premier dans la colonne de tanks et tournant le dos aux soldats russes appelle par geste les chars à avancer. Le lieutenant russe du point de contrôle lui intime d'arrêter sous la menace de son arme. Les soldats russes, mesurant la gravité de la menace, prennent les lance-grenades britanniques pour qu'il n'y ait pas de débordement. Les tanks britanniques restent alors sur leurs positions cessant de vouloir s'emparer de l'aéroport.
Cependant, il est avéré que c'est le général américain Wesley Clark, commandant des forces de l'OTAN en Europe, qui avait lui-même ordonné au général Michael Jackson d'arriver à Slatina avant les Russes pour s'emparer de l'aéroport ; mais ce dernier a déclaré par la suite qu'il n'avait pas l'intention de déclencher une « troisième guerre mondiale », et avait préféré encercler l'aéroport.

## Après l'opération

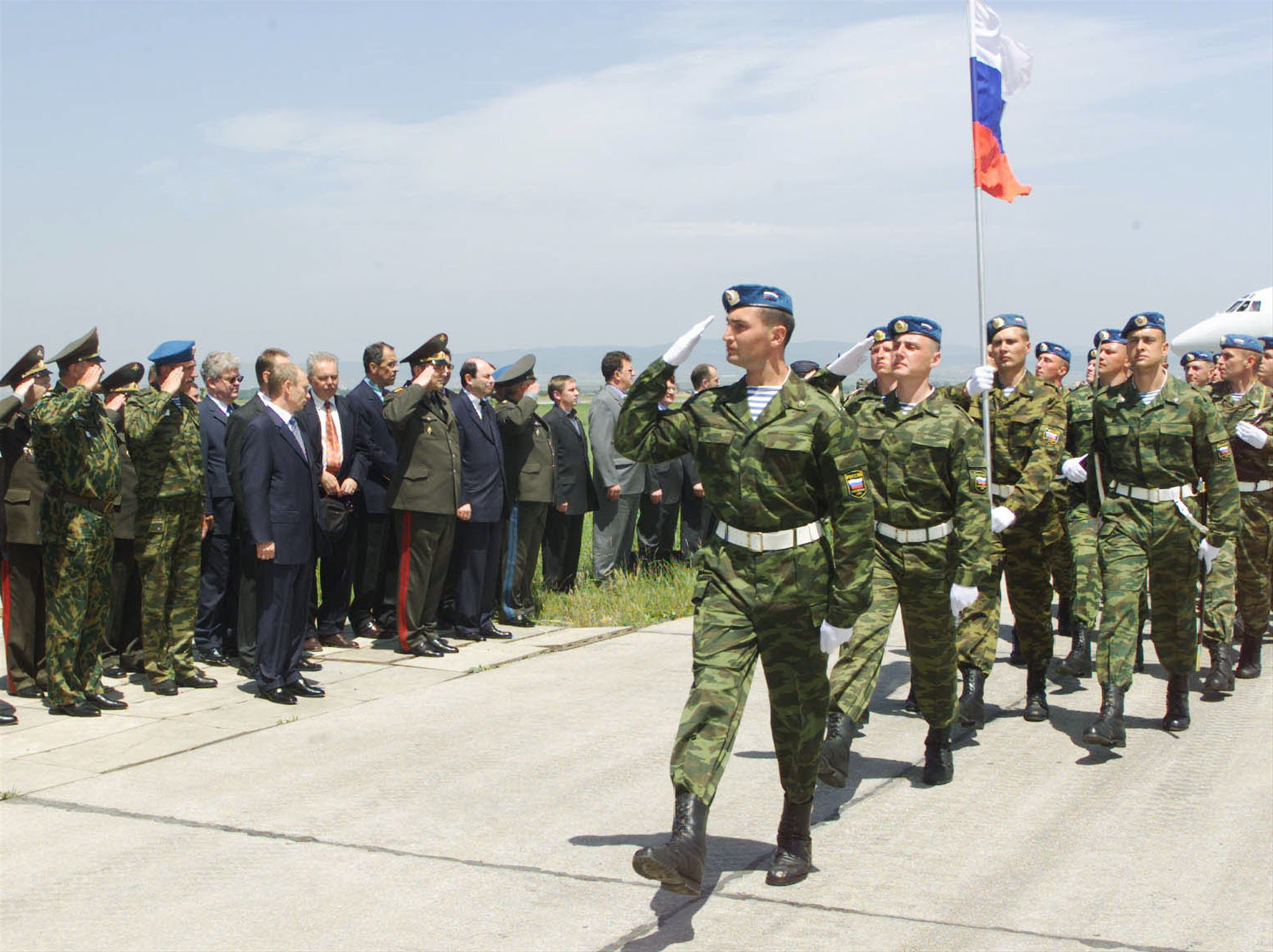
Cérémonie en l'honneur de la prise des soldats russes de la KFOR de l'aéroport de Slatina en présence de Vladimir Poutine, juin 2001

Il était prévu après la prise de l'aéroport par les Russes que des avions militaires y amènent au moins deux régiments de parachutistes russes et des blindés ; mais la Hongrie, membre de l'OTAN, refuse l'accès aérien à la Russie, de même que la Bulgarie (alliée de l'OTAN), ce qui empêche les Russes de disposer d'un couloir aérien. Les 206 parachutistes russes sur place à Slatina doivent donc pratiquement faire face à l'ensemble des troupes de l'OTAN présentes dans les Balkans.

## Pourparlers et consensus
Les jours suivants, des pourparlers entre la Russie et l'OTAN (représentés par les États-Unis) ont lieu à Helsinki entre les ministres des Affaires étrangères et de la Défense de ces deux pays. Pendant ce temps-là, les troupes britanniques et russes se font face à Slatina sans céder un pouce de terrain. Une petite délégation menée par le général Jackson vient toutefois s'entretenir avec les Russes.
À la suite de difficiles pourparlers, le contingent russe de maintien de la paix se voit théoriquement attribuer au Kosovo-et-Métochie une partie de territoire auparavant attribuée aux États-Unis, à l'Allemagne et à la France. Mais en fait la Russie ne reçoit aucun secteur en particulier à cause du refus de l'OTAN qui craint que cela n'entraîne le Kosovo à être découpé en deux zones d'influence, l'une russe au nord (où vit encore une forte minorité serbe orthodoxe) et l'autre américano-occidentale au sud (où vit une majorité de musulmans albanais), aussi les forces de maintien de la paix russes sont-elles distribuées dans tout le Kosovo sans secteur particulier. L'aéroport de Slatina demeuré sous contrôle russe doit pouvoir aussi être utilisé par les forces de l'OTAN, ce que la Russie accepte.
En juin et juillet 1999 des avions de transport militaire russes Il-76 ont fait la liaison en provenance d'Ivanovo, Pskov et Riazan pour des soldats russes du contingent de la paix appartenant aux forces aéroportées, ainsi que des mécaniciens et spécialistes du génie. Cependant la plupart des soldats russes sont arrivés par voie de mer, en provenance du port grec de Salonique, à bord de navires de débarquement lourds, tels que le Nikolaï Filtchenkov, l’Azov (BDK-54), le Kounikov (BDK-64) ou l’Amal (BDK-67) et aussi par voie terrestre à partir du territoire de la république de Macédoine.
À partir du 15 octobre 1999, l'aéroport de Slatina a commencé à recevoir des vols commerciaux y compris des vols internationaux, cessant ainsi d'être un aéroport militaire.

## Conclusion
Madeleine Albright a écrit : « Cela s'est terminé par les troupes de l'OTAN qui ont dû nourrir les soldats russes à l'aéroport de Pristina, car ils avaient des problèmes de ravitaillement. Le président Eltsine a téléphoné au président Clinton en lui proposant de "discuter ensemble à bord d'un sous-marin ou sur une île où personne ne pourrait nous déranger" pour résoudre tranquillement tout cela ».

## Représentations culturelles
Cette opération a fait le sujet de livres et la matière de films dont Frontière balkanique, sorti en mars 2018.

## Documentaires et émissions télévisées
- (ru) Le Bataillon solitaire. 1re partie (YouTube.com)
- (ru) Le Bataillon solitaire. 2e partie (YouTube.com)
- (ru) Le Bataillon solitaire. 3e partie (YouTube.com)
- (en) Les tanks russes au Kosovo/ Les crimes de l'OTAN en Yougoslavie (YouTube.com)
- (ru) Les paras en Serbie. Descente sur Pristina.(YouTube.com)